# مورا كينسلا
مورا كينسلا (بالإنجليزية: Maura Kinsella)‏ هي دراجة أمريكية، ولدت في 8 يوليو 1991.

## وصلات خارجية
- مورا كينسلا على موقع الاتحاد الدولي للدراجات (الإنجليزية)
- مورا كينسلا على موقع أرشيف الدراجات (الإنجليزية)
- مورا كينسلا على موقع إحصائيات الدراجات الإحترافية (الإنجليزية)